# Saint-Cirq-Lapopie
Saint-Cirq-Lapopie é uma comuna francesa na região administrativa de Occitânia, no departamento de Lot. Estende-se por uma área de 17,89 km². Em 2010 a comuna tinha 200 habitantes (densidade: 11,2 hab./km²).
Pertence à rede das As mais belas aldeias de França.